# Pierre Kiwitt
Ne doit pas être confondu avec Kiwi.
Pierre Kiwitt, né le 3 février 1977 à Munich, est un acteur franco-allemand vivant à Berlin.

## Biographie
La mère de Kiwitt était française et son père allemand. Il a grandi bilingue avec l'allemand et le français comme langues maternelles égales,,.
À Munich, il a fréquenté le Lycée Jean Renoir.
Après avoir obtenu son diplôme d'études secondaires, Kiwitt a d'abord complété un apprentissage bancaire à la demande de son père. En tant qu'employé de banque, il a d'abord travaillé au guichet, puis a négocié des actions en tant que négociant en bourse.
Cependant, il s'est vite rendu compte que cette profession n'était pas la bonne pour lui. De 2000 à 2005, il suit des cours de théâtre et de chant auprès de Gerd Udo Feller (de) à Munich.
De 2004 à 2006, il a travaillé à Munich avec des troupes de théâtre indépendantes (dont le  FestSpielHaus (de) München, le Théâtre Vollmarhaus, le Oberangertheater), a fait du théâtre de rue et du théâtre d'improvisation. À partir de 2003, Kiwitt travaille dans des productions cinématographiques et télévisuelles allemandes, françaises et internationales. Il est d'abord apparu dans des téléfilms (dont Mädchen Nr. 1 sur ProSieben), des films de diplôme et des courts métrages.

## Filmographie

### Cinéma
- 2014 : 96 heures de Frédéric Schoendoerffer : Joseph
- 2016 : Willkommen bei den Hartmanns de Simon Verhoeven (de) :
- 2017 : 
  - Un profil pour deux de Stéphane Robelin : David
  - Un sac de billes de Christian Duguay : un SS

### Télévision
- 2008 : Soko, section homicide : Marc Duval (1 épisode)
- 2009 : Soko, section homicide : Michael Düring (1 épisode)
- 2012 : 
  - Un Village français : Schmidt (1 épisode)
  - Malgré-elles : Hugo Steiner (téléfilm)
  - La Guerre du Royal Palace : Lieutenant Johan Brandt (téléfilm)
- 2014 : Résistance : Gottlob (2 épisodes)
- 2015 : 
  - Jaune Iris : Boris
  - Alerte Cobra : SEK-Einsatzleiter Niklas Fröhlich (1 épisode)
- 2016 - 2017 : X Company : Brigadeführer Richard Oster
- 2017 : Charité : Claus von Stauffenberg (épisode 2 et 5 de la saison 2)
- 2019 : 
  - Charité : Claus von Stauffenberg (1 épisode)
  - Le Temps est assassin de Claude-Michel Rome : Mika Schreiber
- 2020 : 
  - Soko, section homicide : Carsten Schmied (1 épisode)
  -  : Dime quién soy : Max (9 épisodes)
- 2020 - 2022: Das Boot d'Andreas Prochaska : Korvettenkapitän Bobby Schulz [7]
- 2021 : Napoléon - Metternich : le commencement de la fin, "docu-fiction" de Mathieu Schwartz et Christian Twente, avec David Sighicelli en Napoléon et Pierre Kiwitt en Metternich[8].
- 2023 : Morts au sommet d'Éric Valette